# O Veredicto
The Verdict (bra/prt: O Veredicto) é um filme estadunidense de 1982, um drama policial dirigido por Sidney Lumet com roteiro de David Mamet baseado no romance homônimo de Barry Reed.

## Sinopse
Um advogado alcoólatra e decadente tem sua grande chance de dar a volta por cima ao assumir um caso de erro médico. Ele não aceita acordo e enfrenta um poderoso grupo, que é defendido por um renomado e advogado.

## Elenco principal
- Paul Newman ....  Frank Galvin
- Charlotte Rampling ....  Laura Fischer
- Jack Warden ....  Mickey Morrissey
- James Mason ....  Ed Concannon
- Milo O'Shea ....  juiz Hoyle
- Lindsay Crouse ....  Kaitlin Costello
- Ed Binns ....  bispo Brophy
- Julie Bovasso ....  Maureen Rooney
- Roxanne Hart ....  Sally Doneghy
- James Handy ....  Kevin Doneghy
- Wesley Addy ....  Dr. Towler
- Joe Seneca ....  Dr. Thompson
- Lewis J. Stadlen ....  Dr. Gruber
- Kent Broadhurst ....  Joseph Alito
- Colin Stinton ....  Billy

## Principais prêmios e indicações
| Premiação                  | Categoria               | Recipiente                                  | Resultado                 |
| -------------------------- | ----------------------- | ------------------------------------------- | ------------------------- |
| Oscar 1983                 | Melhor filme            | Richard D. Zanuck, David Brown (produtores) | Indicado                  |
| Oscar 1983                 | Melhor diretor          | Sidney Lumet                                | Indicado                  |
| Oscar 1983                 | Melhor ator             | Paul Newman                                 | Indicado                  |
| Oscar 1983                 | Melhor ator coadjuvante | James Mason                                 | Indicado                  |
| Oscar 1983                 | Melhor roteiro adaptado | David Mamet                                 | Indicado                  |
| Prêmios Globo de Ouro 1983 | Melhor filme - drama    | Richard D. Zanuck, David Brown (produtores) | Indicado                  |
| Prêmios Globo de Ouro 1983 | Melhor diretor          | Sidney Lumet                                | Indicado                  |
| Prêmios Globo de Ouro 1983 | Melhor ator - drama     | Paul Newman                                 | Indicado                  |
| Prêmios Globo de Ouro 1983 | Melhor ator coadjuvante | James Mason                                 | Indicado                  |
| Prêmios Globo de Ouro 1983 | Melhor roteiro          | David Mamet                                 | Indicado                  |
| David di Donatello 1983    | Melhor ator estrangeiro | Paul Newman                                 | Venceu[carece de fontes?] |